# Jan Brandt
Jan Apolinary Brandt (ur. 23 czerwca 1860 w Niedrzwicy Kościelnej, zm. 3 września 1911 w Smoryniu) – ludoznawca, regionalista biłgorajski, działacz narodowy i niepodległościowy, publicysta.

## Życiorys
Pochodził z rodziny ziemiańskiej. Był synem Konstantego i Antoniny z Topolskich (zm. 1870). Ojciec Jana w l. 80. XIX w. nabył folwark Smoryń. Liczył on ok. 1000 mórg powierzchni, a w jego skład wchodził również browar. Jan odziedziczył go po śmierci ojca w 1888. W Mokrymlipiu działał w komórce LN, a później w SN-D. J. B. działając w tych strukturach przemycał na teren Roztocza broń dla przyszłych powstańców. Przechowując ją w magazynach nieopodal browaru, wysadził je w trakcie przemarszu wojsk rosyjskich, za co został aresztowany pod zarzutem działalności wywrotowej wobec państwa.
Jan Brandt ożenił się z Laurą Sulimierską, córką Artura. Zmarła w 1897, osierociwszy dwoje dzieci.
Prowadził aktywną działalność społeczną. Dążył do załagodzenia sporu ziemian z włościanami. Popierał podniesienie wiedzy społeczeństwa o agrotechnice. Organizował we Frampolu liczne odczyty i wykłady otwarte z zakresu rolnictwa, pszczelarstwa i hodowli, których słuchaczami byli okoliczni chłopi i mieszczanie-rolnicy. W 1908 został prezesem Ochotniczej Straży Ogniowej we Frampolu, dla której załogi ufundował umundurowanie. W „Ziemi Lubelskiej” publikował liczne artykuły o tematyce włościańskiej, gospodarczej i społecznej pod pseudonimem „Ziemianin”. J. B. zmarł nagle, w Smoryniu, dożywszy 50 lat.

## Ludoznawca
Jan Brandt przez wiele lat zajmował się kolekcjonerstwem, z myślą powołania w okolicy muzeum regionalnego. Gromadził zabytki kultury chłopskiej i mieszczańskiej. Zgromadził pokaźną kolekcję elementów stroju biłgorajsko-tarnogrodzkiego. W trakcie eksploracji zbierał materiały etnograficzne, które publikował w „Wiśle”.
Zebrane przez siebie eksponaty etnograficzne zaprezentował w 1901 na Wystawie Rolno-Rzemysłowej w Lublinie. Zbiory J. Brandta dały początek założonemu w 1906 Muzeum Lubelskiemu, w którego archiwum znalazły się wykonane przez amatora etnografii fotografie „typów ludowych”. Poza daniem początków muzealnictwa lubelskiego zapisał także pokaźną część zebranych gorsetów chłopskich i mieszczańskich Muzeum Narodowemu w Krakowie, które trafiły tam w 1928.

## Publikacje
- Przemysł drobny w powiecie biłgorajskim, „Wisła” 16/1902,
- Lud z okolic Smorynia w pow. biłgorajskim, „Wisła” 17/1903.